# Vipers Modena
I Vipers Modena sono una squadra italiana di football americano della FIDAF, con sede a Modena e militano dal 2021 nella prima divisione.
La squadra di flag football femminile ha disputato per due stagioni il campionato F3, massima serie femminile della disciplina.

## Storia
I Vipers hanno vissuto la loro prima stagione di successi negli anni Ottanta e Novanta quando un gruppo di giovanissimi giocatori dopo avere mosso i primi passi nello storico team dei Falchi, fonda la seconda squadra di football americano a Modena.

### 1986
Il primo campionato di serie C viene disputato nel 1986 e in poco più di due anni, le Vipere raggiungono la serie A grazie a uno spettacolare gioco aereo mai visto prima sui campi italiani.
La prima incarnazione dei Vipers resiste fino a metà degli anni Novanta quando la squadra si scioglie e i giocatori modenesi sono costretti a emigrare a Bologna, Reggio Emilia e Parma per potere continuare a praticare il football ad alto livello.

### 2014
Nel 2014, dopo quasi venti anni di letargo, un gruppo di ex giocatori e allenatori uniscono le forze con alcuni giocatori modenesi ancora in attività e fondano il Vipers Modena American Football Team.

### 2015
Nel 2015 il nuovo Team disputa la sua prima stagione, partecipando al Campionato CIF 9 con un roster composto al 90 % da esordienti assoluti. Classificandosi 4° nel GIRONE E della III° Divisione

### 2016/2017
Nel 2016 la dirigenza modenese accetta la sfida proposta dalla Federazione e sale di categoria disputando il campionato di Seconda divisione. Il primo anno si paga lo scotto dell’inesperienza e i Vipers chiudono all’ultimo posto, accumulando però un’esperienza fondamentale per diventare la più grande sorpresa del campionato di Seconda divisione del 2017. Un campionato che li vede protagonisti fin dall’inizio con una qualificazione ai playoff mai in discussione e il raggiungimento dei quarti di finale dove sono sconfitti dai futuri campioni del Silver Bowl, i Black Bills Rivoli, che riescono ad avere la meglio sui modenesi solo all’ultimo drive.

### 2018
Nella stagione sportiva 2018 l’impegno coordinato della dirigenza, di un roster di atleti cresciuti in casa e di uno staff tecnico di qualità è quello di continuare nella crescita esponenziale degli ultimi anni.